# Partito del Nuovo Potere
Il Partito del Nuovo Potere è un partito politico di Taiwan formatosi all'inizio del 2015. Il partito è emerso dal Movimento studentesco dei girasoli nel 2014 e si propone per i diritti umani universali, libertà civili e politiche, nonché l'indipendenza di Taiwan. Il partito fa parte del fenomeno politico conosciuto come "Terza Forza" (第三 勢力), in cui i nuovi partiti politici, non allineati alle tradizionali coalizioni pan-verde o pan-azzurra, cercavano di offrire un'alternativa nella politica taiwanese. Tuttavia, le politiche del NPP sono molto allineate e si adattano strettamente al campo pan-verde, quindi il NPP ha collaborato con il Partito Progressista Democratico (PPD) contro il Kuomintang (KMT) nelle elezioni del 2016, andando fino a correre nelle fortezze tradizionali del KMT per evitare la concorrenza con il PPD.
Il partito è stato avviato da Freddy Lim, cantante della band metal taiwanese ChthoniC, dall'attivista veterano Michael Lin, dall'avvocato per i diritti umani Lin Fong-cheng, da Chiu Hsien-chih e da altre figure prominenti del Movimento studentesco dei girasoli. Lim ha diretto il processo di costruzione del partito, che ha visto l'inserimento di Hung Tzu-yung, sorella di Hung Chung-chiu, dell'avvocato ambientale Ko Shau-Chen e dell'autore-attivista Neil Peng nel partito. Il 12 settembre 2015, il NPP è stato ufficialmente formato con l'elezione di Huang Kuo-chang come leader esecutivo, dirigendo un gruppo di leader di sei vice dirigenti.
Il NPP ha vinto 5 seggi allo Yuan legislativo nelle elezioni generali del 2016, 3 da circoscrizioni e 2 proporzionali, battendo il terzo partito Prima la Gente (PPG).

## Piattaforma
Il NPP mira a riscrivere la Costituzione della Repubblica di Cina, che opera sotto l'ipotesi che la RDC governa tutta la Cina (compresa la Cina continentale, che la RDC governa dal 1949), per riferirsi solo a Taiwan.
Il NPP sostiene la legalizzazione del matrimonio tra persone dello stesso sesso ed è generalmente a favorevole dell'abolizione della pena capitale, nonostante il fatto che, secondo i numeri di un sondaggio, oltre l'80% della popolazione taiwanese sostiene l'uso della pena capitale.

## Storia
- Il partito è stato fondato il 25 gennaio 2015.
- Huang Kuo-chang è stato eletto leader del NPP il 13 settembre 2015.

## Presidenza

### Team per la creazione di partiti (prima del 13 settembre 2015)
| No | Leader          | Vice leader    | Inizio mandato  | Fine mandato      |
| -- | --------------- | -------------- | --------------- | ----------------- |
| 1  | Freddy Lim      | Lin Fong-cheng | 25 gennaio 2015 | 1º luglio 2015    |
| 2  | Huang Kuo-chang | Lin Fong-cheng | 2 luglio 2015   | 12 settembre 2015 |

### Team di presidenza del partito
| Ordine | Termine | Leader esecutivo                                                                              | Leader esecutivo | Team di Comando                                                                                           | Inizio mandato    | Fine mandato  |
| ------ | ------- | --------------------------------------------------------------------------------------------- | ---------------- | --- | ----------------- | ------------- |
| 1      | 1       |                                                                                               | Huang Kuo-chang  | Freddy Lim Neil Peng Hsu Yung-ming Lin Fong-cheng (林峯正) Michael Lin (林世煜) Huang Shiou-jeng (黃秀禎) | 13 settembre 2015 | 25 marzo 2016 |
| 1      | 2       | Freddy Lim Ko I-chen (柯一正) Kawlo Iyun Pacidal Lin Fong-cheng (林峰正) Michael Lin (林世煜) | Huang Kuo-chang  | 25 marzo 2016                                                                                             | In carica         |               |

## Elezioni

### Elezioni legislative di Taiwan del 2016
| Elezione | Seggi totali vinti | Voti totali | Quota di voti (voti del partito) | Risultati dell'elezione | Capo elettorale |
| -------- | ------------------ | ----------- | -------------------------------- | ----------------------- | --------------- |
| 2016     | 5 / 113            | 744,315     | 6.11%                            | 5 seggi; Opposizione    | Huang Kuo-chang |

### Membri del 9° Yuan legislativo
Nelle elezioni generali del 2016, il primo contestato dalla parte, il NPP ha vinto cinque seggi nello Yuan legislativo, rendendolo il terzo più grande partito. Tre dei vincitori hanno ottenuto i seggi elettorali e due sono stati eletti tramite la lista dei partiti.
| Nome               | Nome             | Circoscrizione               | Termine   |
| ------------------ | ---------------- | ---------------------------- | --------- |
| Huang Kuo-chang    | 黃國昌           | Distretto 12 di Nuova Taipei | 2016–2020 |
| Hung Tzu-yung      | 洪慈庸           | Distretto 3 di Taichung      | 2016–2020 |
| Freddy Lim         | 林昶佐           | Distretto 5 di Taipei        | 2016–2020 |
| Kawlo Iyun Pacidal | 高潞·以用·巴魕剌 | Rappresentanza proporzionale | 2016–2020 |
| Hsu Yung-ming      | 徐永明           | Rappresentanza proporzionale | 2016–2020 |